# Bélgica en los Juegos Europeos
Bélgica en los Juegos Europeos está representada por el Confederación Deportiva Olímpica AlemanaComité Olímpico Interfederal Belga, miembro de los Comités Olímpicos Europeos. Ha obtenido un total de 30 medallas: 10 de oro, 10 de plata y 10 de bronce.

## Medalleros

### Por edición
| Evento        | Oro | Plata | Bronce | Total |
| ------------- | --- | ----- | ------ | ----- |
| Bakú 2015     | 4   | 4     | 3      | 11    |
| Minsk 2019    | 4   | 1     | 1      | 6     |
| Cracovia 2023 | 2   | 5     | 6      | 13    |
| TOTAL         | 10  | 10    | 10     | 30    |

### Por deporte
| Evento         | Oro | Plata | Bronce | Total |
| -------------- | --- | ----- | ------ | ----- |
| Atletismo      | 0   | 2     | 1      | 3     |
| Bádminton      | 0   | 1     | 0      | 1     |
| Baloncesto 3x3 | 0   | 1     | 0      | 1     |
| Boxeo          | 0   | 1     | 1      | 2     |
| Esgrima        | 0   | 0     | 1      | 1     |
| Gimnasia       | 6   | 4     | 0      | 10    |
| Judo           | 2   | 0     | 3      | 5     |
| Karate         | 0   | 0     | 1      | 1     |
| Muay thai      | 1   | 1     | 1      | 3     |
| Taekwondo      | 1   | 0     | 1      | 2     |
| Triatlón       | 0   | 0     | 1      | 1     |
| TOTAL          | 10  | 10    | 10     | 30    |